# Facultad de Ciencias Económicas de la Universidad Nacional de La Plata
La Facultad de Ciencias Económicas fue fundada en 17 de diciembre de 1953, bajo la dirección de la Universidad Nacional de La Plata y se encuentra alojada en el llamado Edificio Tres Facultades en pleno centro de la ciudad de La Plata.

## Historia

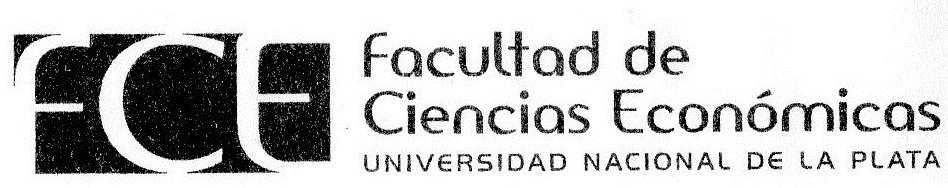
Logo de la FCE

La Escuela de Ciencias Económicas, oficialmente constituida en la Facultad de Ciencias Jurídicas y Sociales de la Universidad Nacional de La Plata el 2 de julio de 1948, es el antecedente más directo de la actual Facultad de Ciencias Económicas de la Universidad Nacional de La Plata.
Sus inicios se remontan al año 1942 cuando el Dr. Liliedal, diputado nacional, presentó un proyecto de ley para incorporar a la Universidad de La Plata el curso de Contador Público que se dictaba en la Escuela Nacional Superior de Comercio. Años más tarde se sumaron otros legisladores al pedido, insistiendo en la necesidad de crear una Facultad de Ciencias Económicas sobre la base del curso mencionado.
En el año 1948, el Dr. Lafitte, delegado interventor de la Facultad de Derecho propuso la incorporación del curso a esta Facultad, con el carácter de Escuela de Ciencias Económicas. Luego de la aprobación ese mismo año, se designaron los docentes que dictarían el curso. Recién en abril de 1953 se dio el ordenamiento departamental y en junio fueron designados los jefes de departamento. Luego de su inauguración, la carrera empezó a funcionar y se inició la reestructuración de los planes de estudio.

Luego de 4 años, la Escuela se convirtió en Instituto independiente y, dada la importancia adquirida, se aprobó por Decreto del Poder Ejecutivo Nacional el 17 de diciembre de 1953, la transformación en Facultad de Ciencias Económicas de la Universidad Eva Perón.

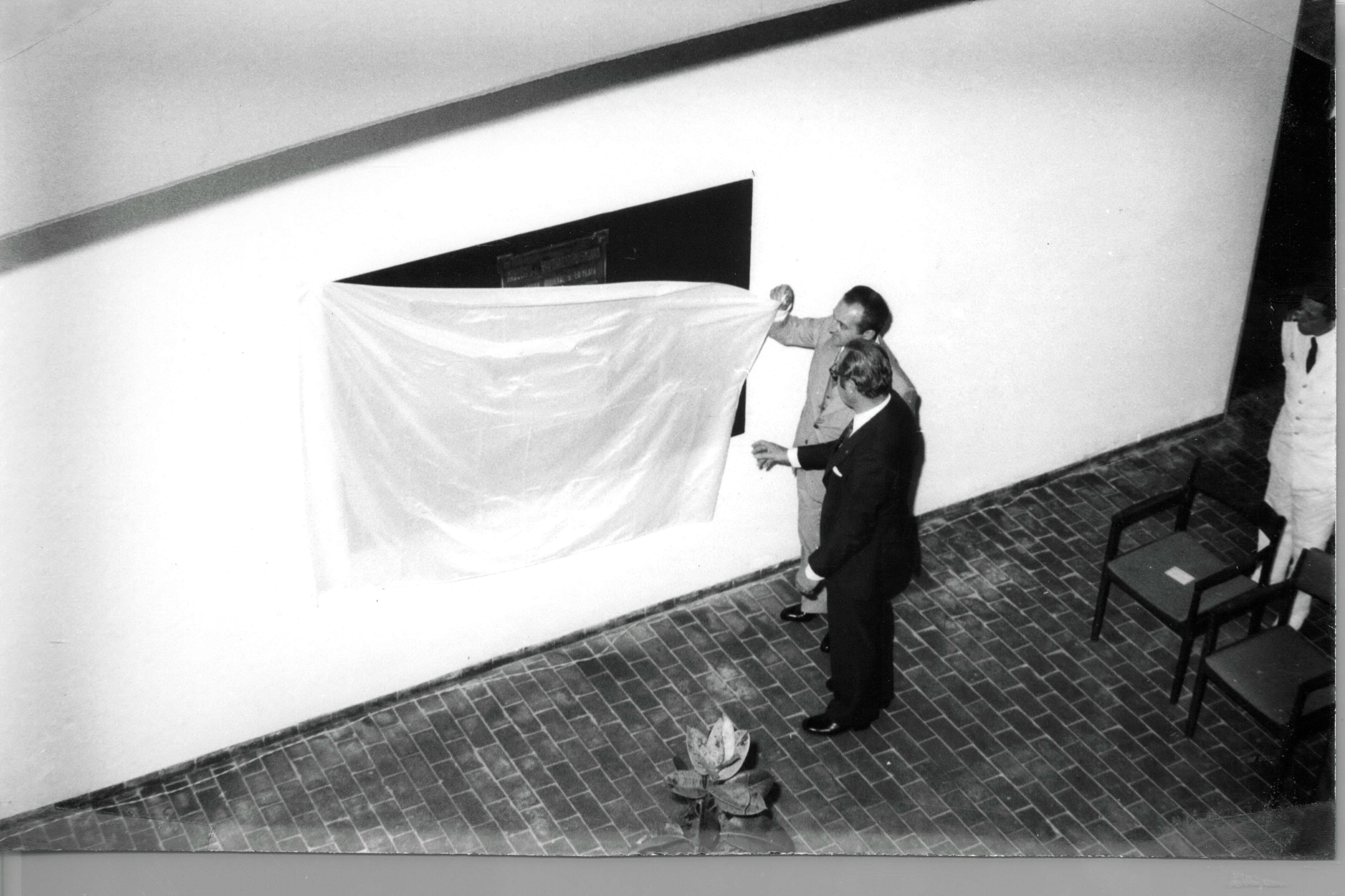
Acto de inauguración de la sede de la Facultad de Ciencias Económicas en el edificio Tres Facultades, calle 6 entre 47 y 48. 7 de diciembre de 1978.
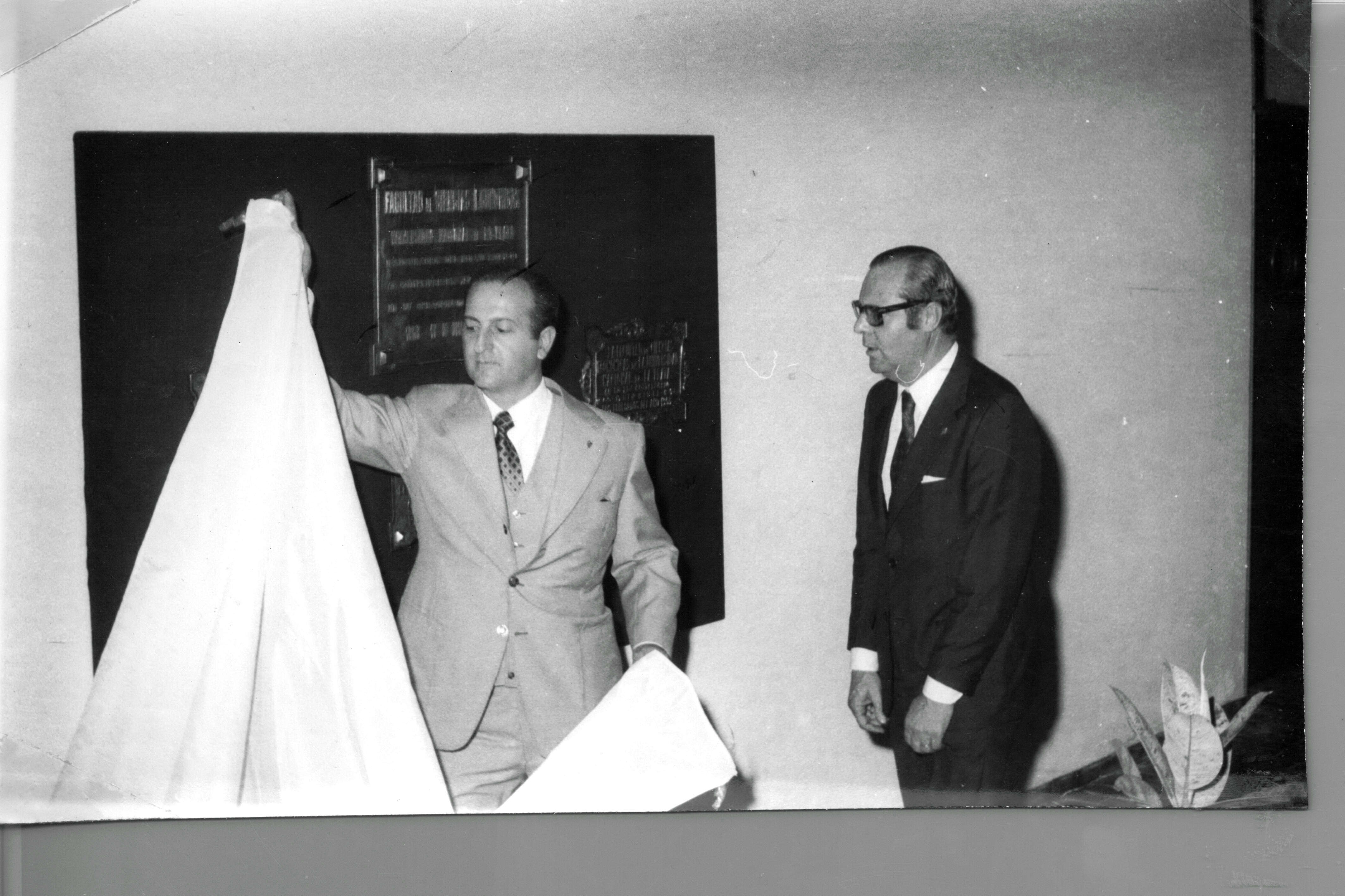
Descubrimiento de placas conmemorativas en el acto de inauguración de la sede de la Facultad de Ciencias Económicas en el edificio Tres Facultades, calle 6 entre 47 y 48. 7 de diciembre de 1978.
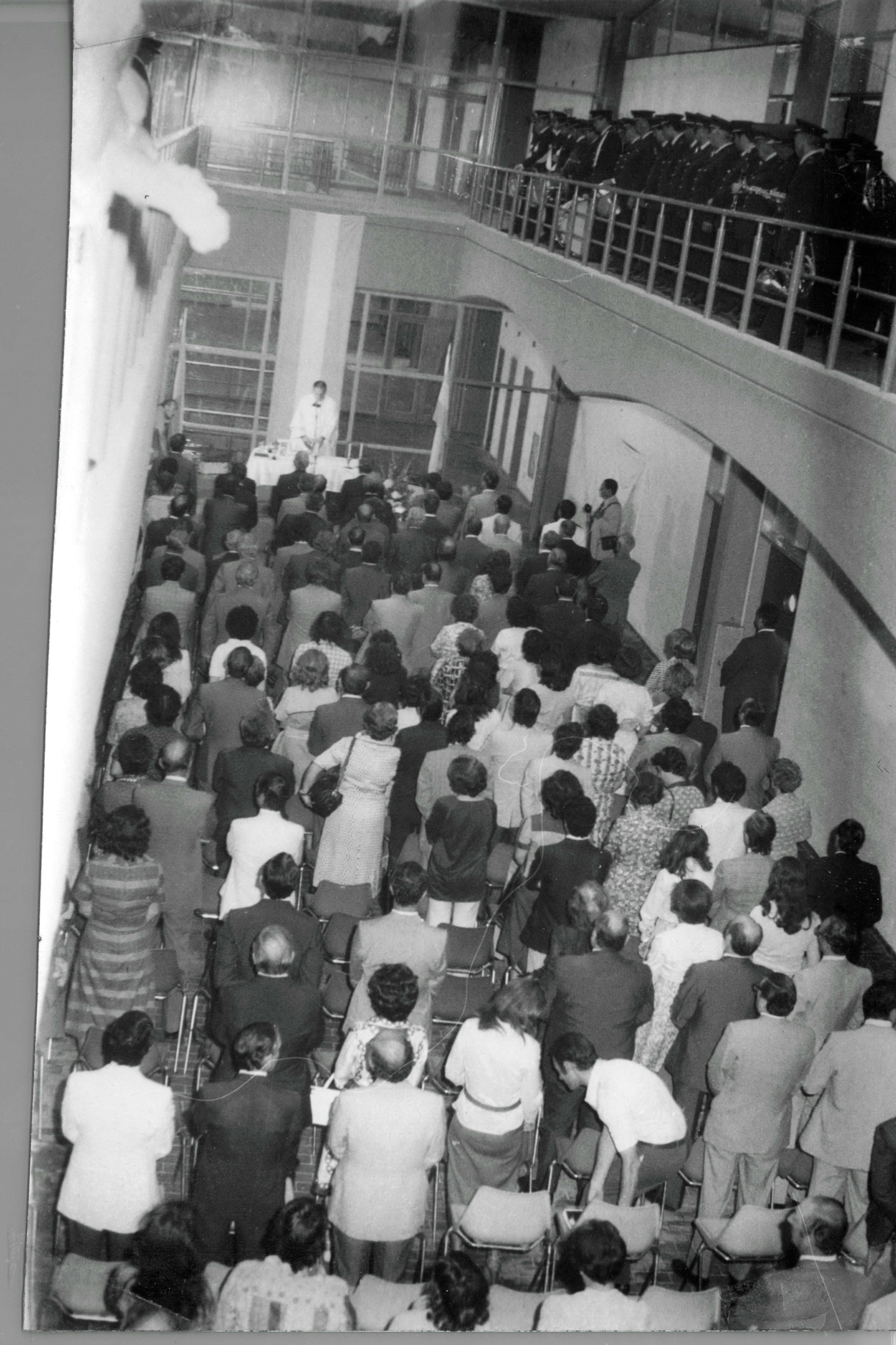
Acto y misa de inauguración de la sede de la Facultad de Ciencias Económicas en el edificio Tres Facultades, calle 6 entre 47 y 48. 7 de diciembre de 1978.

## Carreras
- Contador Público
- Licenciatura en Administración
- Licenciatura en Economía
- Licenciatura en Turismo
- Tecnicatura en Cooperativismo
- Ciencia de Datos en Organizaciones

## Sedes
- La Plata

### Centros Regionales
- Tres Arroyos
- Bolívar
- Saladillo
- Brandsen
- Dolores

## Reconocidos Graduados y Alumnos de la FCE-UNLP
- José María Dagnino Pastore
- Carlos Rafael Fernández
- Ricardo López Murphy
- Héctor Magnetto
- Jorge Remes Lenicov
- Washington Reyes Abadie
- Enrique Silberstein
- Federico Sturzenegger
- Dante Sica